# The Foreign Exchange
The Foreign Exchange est un groupe de hip-hop américano-néerlandais, originaire de Raleigh, en Caroline du Nord, et d'Utrecht, aux Pays-Bas.

## Biographie
Au début des années 2000, l'américain Phonte, membre du groupe Little Brother, et le néerlandais Nicolay se rencontrent sur le forum du site web Okayplayer, partageant un même intérêt pour la musique. En 2002, ils forment le duo The Foreign Exchange, sans s'être jamais rencontrés physiquement, communicant uniquement par mails et messagerie instantanée. 
Après la sortie de leur premier album, Connected, le 24 août 2004, Nicolay quitte les Pays-Bas et s'installe aux États-Unis. En 2008, le duo publie son deuxième opus, Leave It All Behind, dont le style se rapproche davantage du RnB que le premier,. Leave It All Behind atteint la 68e place du classement américain Billboard 200.
En 2010, le morceau Daykeeper est nommé aux Grammy Awards dans la catégorie « meilleure performance Urban/Alternative. » Leur troisième album, Authenticity, est publié le 12 octobre la même année, suivi en juin 2011 d'un album live, Dear Friends: An Evening with the Foreign Exchange, auquel participent les chanteurs Jeanne Jolly et Sy Smith.

## Discographie

### Albums studio
- 2004 : Connected
- 2008 : Leave It All Behind
- 2010 : Authenticity
- 2013 : Love in Flying Colors
- 2015 : Tales from the Land of Milk and Honey

### Album live
- 2011 : Dear Friends: An Evening with the Foreign Exchange

### Singles
- 2004 : Sincere (feat. Yahzarah)
- 2008 : Daykeeper (feat. Muhsinah)
- 2009 : Take Off the Blues
- 2009 : House of Cards
- 2009 : I Wanna Know
- 2010 : Maybe She'll Dream of Me
- 2011 : Laughing at Your Plans (feat. Sy Smith and Jeanne Jolly)
- 2013 : Call It Home
- 2014 : Dreams are Made For Two (feat. Carlitta Durand)
- 2015 : Asking for a Friend